# Villa El Carmen
Villa El Carmen es un municipio del departamento de Managua en la República de Nicaragua, Extraoficialmente denominado también Villa Carlos Fonseca, fundado en el 15 de septiembre de 1907.

## Geografía
El municipio de Villa El Carmen tiene una extensión de 562.0 km², está ubicada entre las coordenadas 11° 58′ 60″ de latitud norte y 86° 31′ 0″ de longitud oeste, a una altitud de 95 m s. n. m.

### Límites

#### Municipios adyacentes
| Noroeste: Nagarote        | Norte: Mateare       | Noreste: Ciudad Sandino y Managua |
| Oeste: Nagarote           |                      | Este: El Crucero                  |
| Suroeste: Océano Pacífico | Sur: Océano Pacífico | Sureste: San Rafael del Sur       |

## Historia
La ciudad central del municipio se estableció como una comunidad para los trabajadores de la fábrica de azúcar El Apante. El municipio fue fundado en 1907 con el rango de villa, y luego fue nombrado Villa El Carmen. El nombre del municipio fue cambiado en 1979 a Villa Carlos Fonseca, en memoria del revolucionario Carlos Fonseca Amador, y luego de regreso a Villa El Carmen en 2004. Actualmente, ambos nombres se usan indistintamente.

## Demografía
Villa El Carmen tiene una población actual de 38,495 habitantes. De la población total, el 50.3% son hombres y el 49.7% son mujeres. Casi el 31.9% de la población vive en la zona urbana.

## División territorial
El municipio de Villa El Carmen se divide en 52 comunidades:
- Abraham Sequeira
- Buenos Aires
- Calle Nueva
- El Apante
- El Arroyo
- El Blandón
- El Brasil
- El Caimito
- El Cedro
- El Mata Palo
- El Peligro
- El Reventón
- El Tigre
- El Zapote
- El Zapote del Mar
- La Aduana #1 y #2
- La California
- La Ceiba
- La Chorrera
- Las Jaguas
- Las Parcelas
- Las Parrillas
- Los Andes
- Los Artola
- Los Cedros
- Los Centeno
- Los Hidalgo
- Los López
- Los Muñoz
- Los Pérez
- Los Romero
- Los Rugama
- Maderas Negras
- Monte Fresco
- Nandayosi #1 y #2
- Reyes Norte
- Reyes Sur
- Samaria
- San Antonio
- San Diego
- San Jerónimo
- San José
- San Luis
- San Miguel
- Santa Bárbara
- Santa Marta del Carao
- Santa Rita
- Silvio Mayorga
- Valle Los Aburto
- Villa El Carmen

## Festividades
Villa El Carmen celebra sus fiestas desde el 16 de julio hasta fin de mes, en memoria de Nuestra Señora del Carmen. Sin embargo, las pequeñas localidades del municipio tienen sus propias vacaciones durante otras épocas del año. Las fiestas se celebran con encierro (tope de toros), elección de reina de la fiesta, desfiles de caballos y servicios.